# Demo (música)

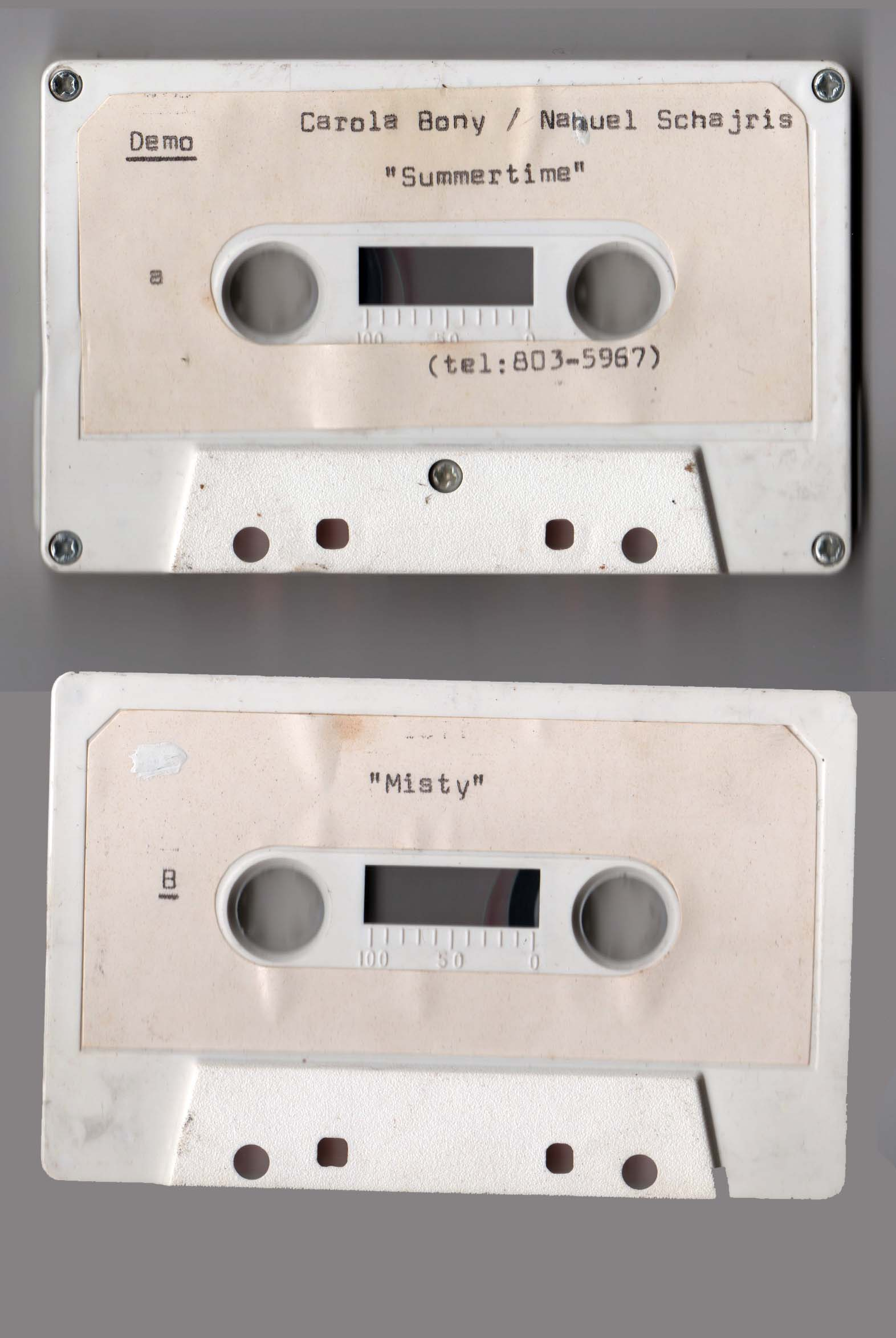
Demonstração de fita demo

Fita demo (do inglês: "demo tape") é uma gravação musical demonstrativa amadora, feita em estúdio ou não, sem vínculo com gravadoras, para estudos musicais, forma de apresentação às gravadoras ou primeiras propostas do que futuramente pode vir a ser um álbum musical.
Os músicos ou bandas costumam usar demos como esquetes rápidas para compartilhar com colegas de banda, para mostrar arranjos em desenvolvimento, ou simplesmente para referência pessoal durante o processo de composição; em outros casos, um compositor pode fazer uma demo para enviar aos artistas na esperança de ter a música gravada profissionalmente, usadas como um portifólio para as bandas e artistas. O material, na maioria dos casos, é apresentado para as gravadoras, na esperança de um futuro contrato. Caso possa surgir um contrato de gravação e vendagem, as músicas podem ser sujeitas a modificações pelos músicos e produtores do álbum ou um editor pode precisar de uma gravação simples para fins de publicação ou direitos autorais.

## Antecedentes
As demos são normalmente gravadas em equipamentos relativamente rudimentares, como gravadores de "boom box", pequenas máquinas de quatro ou oito pistas ou em computadores pessoais com software de gravação de áudio. As demos dos compositores e editores são gravadas com instrumentação mínima, geralmente apenas um violão ou piano e os vocais. Tanto Elton John quanto Donovan ganharam experiência em estúdio no início de suas carreiras gravando demos de editores para outros artistas, já que seus empresários também lidavam com a publicação de música assim como Garth Brooks, que ficou tão impressionado ao gravar a demo de "Friends in Low Places" que pediu para lançar a música ele mesmo.

## Função
Muitas bandas e artistas não assinados gravam demos para obter um contrato de gravação. Essas demos geralmente são enviadas para gravadoras na esperança de que o artista seja contratado para a lista da gravadora e autorizado a gravar um álbum completo em um estúdio de gravação profissional. No entanto, as grandes gravadoras geralmente ignoram demos não solicitadas que são enviadas a elas pelo correio; os artistas geralmente devem ser mais criativos ao colocar as demos nas mãos das pessoas que tomam decisões pela gravadora. Muitas bandas e artistas assinados gravam demos de novas músicas antes de gravar um álbum. As demos podem permitir que o artista forneça esboços para compartilhar ideias com colegas de banda, ou explorar várias versões alternativas de uma música, ou gravar rapidamente muitas proto-músicas antes de decidir quais merecem um desenvolvimento adicional. As demos podem incluir apenas uma ou duas músicas ou quantas estiverem contidas em um álbum completo. Com a evolução do acesso a softwares que permitem aos músicos produzir música de alta qualidade por conta própria, a quantidade de música lançada todos os dias disparou. Com mais de 100 000 novas músicas lançadas no Spotify todos os dias o nível de qualidade necessário para as demos convencerem as gravadoras também aumentou, e os limites entre demos e gravações finalizadas tornaram-se mais confusos.

## Disponibilidade
As demos raramente são ouvidas pelo público, embora alguns artistas eventualmente lancem demos brutas em álbuns de compilação ou box sets, como o álbum Demolicious do Green Day. Outras versões demo foram lançadas não oficialmente como gravações piratas, como as demos piratas dos Beatles e a série Sea of Tunes dos Beach Boys. Vários artistas acabaram fazendo lançamentos oficiais de versões demo de suas músicas como álbuns ou peças complementares de álbuns, como Florence and the Machine ("What the Water Gave Me", entre outros) e Cults no EP Sunday Jams. O evento de uma fita demo aparecendo no eBay aconteceu no passado, com as gravações vazando na internet.
Em casos raros, uma demo pode acabar como a gravação final de uma música, como foi o caso de "Pumped Up Kicks" de Foster the People. A versão de "Pumped Up Kicks" que foi lançada como single e posteriormente se tornou um sucesso foi uma demo gravada pelo vocalista Mark Foster sozinho, antes de formar o grupo.  Em 1982, Bruce Springsteen gravou dez músicas demo em seu quarto que pretendia gravar mais tarde com sua E Street Band, mas posteriormente decidiu que preferia as demos acústicas e as lançou como o álbum de 1982 Nebraska.
 

Em formas mais underground de música, como noise music, black metal ou punk rock, as demos são frequentemente distribuídas pelas bandas aos fãs como autolançamentos ou vendidas a um preço muito baixo.  Músicos amadores (e alguns profissionais) podem optar por disponibilizar demos para ouvintes interessados por meio de sites como SoundCloud ou Bandcamp, a fim de compartilhar novas ideias, receber feedback e/ou fornecer aos fãs acesso "nos bastidores" ao processo de composição. Em 1977, a banda punk Sex Pistols lançou um álbum de demos chamado Spunk, que foi comparado favoravelmente à produção de seu único álbum de estúdio Never Mind the Bollocks, Here's the Sex Pistols.